# Duboka (żupania splicko-dalmatyńska)
Duboka – wieś w Chorwacji, w żupanii splicko-dalmatyńskiej, w mieście Komiža. W 2011 roku liczyła 13 mieszkańców.